# 1795 год в музыке

## События
- 29 марта — Первое выступление Людвига ван Бетховена перед публикой (до этого он выступал лишь в частных салонах), на котором он представил слушателям Концерт для фортепиано с оркестром № 2 си-бемоль мажор, соч. 19.
- Йозеф Гайдн возвращается в Вену после второго визита в Лондон.
- Франц Кроммер поселился в Вене.

## Песни
- Георг Йозеф Фоглер написал мелодию песни «Осанна сыну Давида[швед.]», ставшей одной из самых популярных в Швеции предрождественских песен.
- Роберт Бернс написал песню «Честная бедность[англ.]».[1]
- Людвиг ван Бетховен сочинил любовную песню «Я люблю тебя[англ.]» (другое название — «Нежная любовь»).[2]

## Классическая музыка
- Людвиг ван Бетховен — Три фортепианных трио, соч. 1; рондо «Ярость по поводу утерянного гроша»[3]; Секстет для валторн и струнного квартета[англ.][4].
- Адальберт Гировец — Три квартета для флейты, соч. 11.
- Йозеф Гайдн — Симфонии № 103 («С тремоло литавры») и № 104 («Лондон»); Фортепианное трио № 39 соль мажор[англ.].
- Фридрих Витт[нем.] — Концерт для валторны ми-мажор.
- Симон Майр — оратории «Давид в пещере Египетской[англ.]» и «Жертва Иеффая[англ.]».

## Опера
- Луи Эмманюэль Жаден — Le Cabaleur
- Висенте Мартин-и-Солер — «Исправившаяся капризница[англ.]».
- Доменико Чимароза — «Пенелопа[итал.]».
- Джузеппе Николини — «Артаксеркс[исп.]»
- Этьенн Мегюль
  - «Дориа, или уничтоженная тирания[англ.]».
  - «Пещера[англ.]».
- Антонио Сальери
  - «Мир наизнанку[итал.]»
  - «Гераклит и Демокрит[итал.]»
  - «Пальмира, царица персидская».

## Родились
- 14 марта — Роберт Лукас де Пирсолл[англ.], английский композитор (ум. в 1856).
- 4 апреля — Йозеф Бём, австрийский скрипач и музыкальный педагог (ум. в 1876).
- 14 апреля — Педро Альбенис, испанский пианист, композитор и музыкальный педагог (ум. в 1855).
- 27 мая — Фридрих Август Бельке, немецкий тромбонист и композитор (ум. в 1874).
- 13 июня — Антон Феликс Шиндлер, австрийский скрипач, дирижёр и музыкальный писатель, биограф Бетховена (ум. в 1864).
- 16 августа — Генрих Август Маршнер, немецкий композитор и дирижёр, один из видных представителей раннего романтизма (ум. в 1861).
- 17 ноября — Антонио Баджиоли[англ.], итальянский дирижёр и композитор, музыкальный педагог и писатель (ум. в 1871).
- 10 декабря — Каспар Куммер, немецкий флейтист, музыкальный педагог и композитор (ум. в 1870).
- дата неизвестна — Жанна-Катрин Паувельс[англ.], бельгийская пианистка (ум. в 1889).

## Умерли
- 21 января — Мишель Корретт, французский композитор и органист (род. в 1707).
- 26 января — Иоганн Кристоф Фридрих Бах, немецкий клавесинист и композитор, девятый сын И. С. Баха, иногда именуемый «Бюккебургским Бахом» (род. в 1732).
- 11 февраля — Карл Микаэль Бельман, шведский поэт, музыкант-любитель и композитор (род. в 1740).
- 5 марта — Йозеф Рейха[чеш.], чешский виолончелист, композитор и дирижёр (род. в 1752).
- 22 мая — Фридрих Вильгельм Марпург, немецкий композитор, музыкальный критик и теоретик (род. в 1718).
- Июль — Раньери де Кальцабиджи, итальянский либреттист, драматург и поэт (род. в 1714).
- 6 ноября — Йиржи Антонин Бенда, чешский композитор периода классицизма (род. в 1722).
- 19 ноября — Томас Линли-старший[англ.], английский певец, музыкант, дирижёр и композитор (род. в 1733).
- 6 декабря — София Лильегрен[швед.], финская оперная певица-сопрано (род. в 1765).